# Voto nulo
A expressão voto nulo é usada para designar a ocorrência em que, numa eleição, o eleitor comparece ao local da votação, mas insere um número que não corresponde a nenhuma das opções de voto ou, especificamente para voto em cédula de papel, faz uma marcação que não possibilita a identificação do voto. É comumente confundido com o voto em branco e também não é contabilizado ao total de votos válidos.
Alguns setores da sociedade entendem que o voto nulo é uma forma de os cidadãos expressarem o descontentamento com o sistema político vigente no acto eleitoral. Outros, porém, entendem que o ato de votar nulo é na verdade uma manifestação de falta de cidadania, que contribui para piorar o nível dos ocupantes de cargo público. Há uma enorme controvérsia a respeito do voto nulo, sendo porém impossível determinar o que quis dizer o eleitor ao efetuar este procedimento, a não ser o fato de que ele simplesmente não quis votar em nenhum candidato. Exemplo do voto nulo é sempre confirmar o número zero "00", valor nulo.

## Histórico
O voto nulo já foi uma bandeira ideológica: uma ideia básica dos anarquistas, pois para eles, anular o voto significava uma condição para manter a própria liberdade, se negando a entregá-la na mão de um líder. Anarquistas, a exemplo do filósofo francês Pierre-Josef Proudhon, não percebiam distinção grande entre reis tiranos que oprimiam seus súditos e presidentes eleitos pela maioria.

### Voto nulo no Brasil
Antes da Constituição de 1988, diferentemente do voto branco, o voto nulo não era considerado um voto válido, sendo considerado um "voto de protesto".
Após a Constituição de 1988, a situação mudou, já que ela diz: "é eleito o candidato que obtiver a maioria dos votos válidos, excluídos os brancos e os nulos". Desta forma, conforme a lei Nº 9.504, de 30 de setembro de 1997, o voto nulo passou a ser considerado como válido, mas registrado apenas para fins estatísticos, não sendo, desta forma, computado para o candidato ou partido político que esteja em vantagem na quantidade do número total de votos. Sendo assim, tanto os votos em branco como os nulos não possuem validade de seleção de candidatos em si.

#### Peso do Voto Nulo
Atualmente, vigora no pleito eleitoral brasileiro o princípio da maioria absoluta de votos válidos, conforme a Constituição Federal e a Lei das Eleições. Este princípio considera apenas os votos válidos, que são os votos nominais e os de legenda, para os cálculos eleitorais, desconsiderando os votos em branco e os nulos. A contagem dos votos de uma eleição está prevista na Constituição Federal de 1988 que diz: "é eleito o candidato que obtiver a maioria dos votos válidos, excluídos os brancos e os nulos". 
Ou seja, os votos em branco e os nulos simplesmente não são contados. 

#### Polêmicas
Durante os anos 2000, surgiu na internet uma espécie de campanha, organizada por diversos sites e comunidades de orkut, que pregava o voto nulo. Segundo os membros desta campanha, caso os votos nulos superassem os 50% do total, nenhum dos concorrentes seria eleito, e uma nova eleição deveria ser realizada, sem que nenhum dos "rejeitados" pudesse concorrer novamente. Esta era uma interpretação muito divulgada em e-mails corrente, mas que foi  considerada equivocada , e em desacordo com a lei eleitoral brasileira.
O Código Eleitoral Brasileiro (Lei nº 4.737/art. 224) diz que:  
| “ | Se a nulidade atingir a mais de metade dos votos do país nas eleições presidenciais, do estado nas eleições federais e estaduais, ou do município nas eleições municipais, julgar-se-ão prejudicadas as demais votações, e o Tribunal marcará dia para nova eleição dentro do prazo de 20 (vinte) a 40 (quarenta) dias. | ” |

O TSE, no Acórdão nº 13.185/92, se pronunciou acerca da questionada constitucionalidade do art. 224 do Código Eleitoral, estabelecendo que esta norma trata de critério de validade das eleições . Segundo o voto condutor do acórdão: 
| “ | O art. 77 da Constituição Federal, ao definir a maioria absoluta, trata de estabelecer critério para a proclamação do eleito, no primeiro turno das eleições majoritárias a ela sujeitas. Mas, é óbvio, não se cogita de proclamação de resultado eleitoral antes de verificada a validade das eleições. | ” |

De fato, porém, havia uma confusão entre o conceito de voto nulo e o de nulidade do voto, sendo esta última referente ao voto fraudado: segundo a lei, se a nulidade do voto (e não o voto nulo) for maior que 50% por cento do total de votos, deve ser realmente feita uma nova eleição, sem no entanto prever que os candidatos devem ser diferentes do pleito original.
O que causou grande confusão a respeito deste assunto é o fato de que o termo "voto nulo" jamais foi utilizado pela legislação, mas com o tempo passou a ser amplamente utilizado até mesmo por membros da justiça eleitoral, causando confusão com o conceito que hoje a doutrina chama de nulidade do voto.
Caso a nulidade dos votos (ou da votação) não atinja mais da metade dos votos do país, dos estados ou dos municípios, a eleição será válida, passando-se à fase da proclamação dos candidatos eleitos, na qual serão descartados tanto os votos nulos quanto os votos em branco, seja nas eleições majoritárias, seja nas eleições proporcionais .
No site da câmara dos deputados, há um documento relacionado a um projeto de lei com a proposta de anular eleições majoritárias a partir do voto nulo quando ele atingir determinado percentual.

### Voto nulo em Portugal
Tal como no Brasil antes da votação eletrónica, o voto nulo em Portugal acontece quando o boletim de voto é danificado, é preenchida mais de uma opção ou qualquer escrito para além de uma única opção preenchida, portanto, sendo um voto sem uma marcação da escolha do eleitor. Consideram-se votos nulos, todos aqueles que tenham uma cruz em mais do que um candidato, os que tiverem assinalado o voto numa candidatura que desistiu, os que incluam algum tipo de corte, rasura ou no qual tenha sido escrito qualquer tipo de letra ou palavra. No caso do voto antecipado são considerados votos nulos, todos os boletins que não cheguem nas condições legalmente previstas ou que os envelopes não se encontrem corretamente fechados. Os boletins de voto que tiverem uma cruz mal desenhada ou que saia fora do quadrado, não serão considerados nulos, desde que, não existam dúvidas do candidato que o eleitor escolheu.